# Pontifikat
Pontifikatom se danas općenito naziva služba ili vrijeme provedeno u službi papa Katoličke Crkve. Naziv dolazi od naslova Pontifex Maximus, koji je označavao vrhovne svećenike Rimskog Carstva. Nakon prelaska na kršćanstvo rimski carevi su ovim nazivom, nazivali rimske biskupe. Shodno ovomu i vrijeme u službi svih biskupa naziva se pontifikatom, međutim uz naziv ne stoji Summus Pontifex kao kod pape. 
Latinizam pontifex znači »mostograditelj«. U vrijeme Rimske Republike ovaj se naziv rabio za člana visokoga svećenstva oko mosta na rijeci Tiber u starom Rimu, ali se kasnije proširio na cijelo carstvo. Tako je i vrhovni svećenik starorimske religije bio Pontifex Maximus.

## Najduži pontifikati
| papa            | početak             | kraj               | trajanje             | dana  |
| Pio IX.         | 16. lipnja 1846.    | 7. veljače 1878.   | 31 godina 8 mjeseci  | 11559 |
| Ivan Pavao II.  | 16. listopada 1978. | 2. travnja 2005.   | 26 godina 5 mjeseci  | 9665  |
| Lav XIII.       | 20. veljače 1878.   | 20. srpnja 1903.   | 25 godina 5 mjeseci  | 9280  |
| Pio VI.         | 15. veljače 1775.   | 29. kolovoza 1799. | 24 godine 6 mjeseci  | 8961  |
| Hadrijan I.     | 1. veljače 772.     | 25. prosinca 795.  | 23 godine 11 mjeseci | 8728  |
| Pio VII.        | 14. ožujka 1800.    | 20. kolovoza 1823. | 23 godine 5 mjeseci  | 8559  |
| Aleksandar III. | 7. rujna 1159.      | 30. kolovoza 1181. | 22 godine            | 8028  |
| Silvestar I.    | 31. siječnja 314.   | 31. prosinca 335.  | 21 godina 11 mjeseci | 8004  |
| Lav I.          | 29. rujna 440.      | 10. studenog 461.  | 21 godina 1 mjesec   | 7712  |
| Urban VIII.     | 6. kolovoza 1623.   | 29. srpnja 1644.   | 21 godina            | 7663  |
| Lav III.        | 26. prosinca 795.   | 12. lipnja 816.    | 20 godina 6 mjeseci  | 7474  |
| Klement XI.     | 23. studenog 1700.  | 19. ožujka 1721.   | 20 godina 4 mjeseci  | 7421  |
| Pio XII.        | 2. ožujka 1939.     | 9. listopada 1958. | 19 godina 7 mjeseci  | 7161  |

## Najkraći pontifikati
| papa           | početak             | kraj                | trajanje  | primjedba                                                |
| Stjepan II.    | 22. ožujka 752.     | 26. ožujka 752.     | 4 dana    | preminuo prije zaređivanja za papu pa se često ne računa |
| Urban VII.     | 15. rujna 1590.     | 27. rujna 1590.     | 12 dana   |                                                          |
| Bonifacije VI. | travanj 896.        |                     | 15 dana ? |                                                          |
| Celestin IV.   | 25. listopada 1241. | 10. studenog 1241.  | 16 dana   |                                                          |
| Sisinije       | 15. siječnja 708.   | 4. veljače 708.     | 20 dana   |                                                          |
| Teodor II.     | prosinac 897.       |                     | 20 dana ? |                                                          |
| Marcel II.     | 9. travnja 1555.    | 1. svibnja 1555.    | 22 dana   |                                                          |
| Damaz II.      | 17. srpnja 1048.    | 9. kolovoza 1048.   | 23 dana   |                                                          |
| Lav XI.        | 1. travnja 1605.    | 27. travnja 1605.   | 26 dana   |                                                          |
| Pio III.       | 22. rujna 1503.     | 18. listopada 1503. | 26 dana   |                                                          |
| Valentin, papa | kolovoz 827.        | rujan 827.          | 30 dana ? |                                                          |
| Benedikt V.    | 22. svibnja 964.    | 23. lipnja 964.     | 32 dana   |                                                          |
| Ivan Pavao I.  | 26. kolovoza 1978.  | 28. rujna 1978.     | 33 dana   |                                                          |
| Hadrijan V.    | 11. srpnja 1276.    | 18. kolovoza 1276.  | 38 dana   |                                                          |
| Anter          | 21. studenog 235.   | 3. siječnja 236.    | 43 dana   |                                                          |
| Grgur VIII.    | 21. listopada 1187. | 17. prosinca 1187.  | 57 dana   |                                                          |
| Lav V.         | srpnja 903.         | rujna 903.          | 60 dana ? |                                                          |
| Inocent IX.    | 29. listopada 1591. | 30. prosinca 1591.  | 62 dana   |                                                          |
| Severin        | 28. svibnja 640.    | 2. kolovoza 640.    | 66 dana   |                                                          |

## Unutarnje poveznice
- Popis papa
- Hijerarhija Katoličke Crkve
- lat. Habemus Papam

## Vanjske poveznice
- www.vatican.va - Službene vatikanske stranice